# Họ Bạch quế bì
Họ Bạch quế bì (danh pháp khoa học: Canellaceae) là một họ trong thực vật có hoa. Họ này có 16 loài phân bổ trong 6 chi. Các loài trong họ là các thực vật thường xanh có hương thơm, chủ yếu là cây thân gỗ và rất ít dạng cây bụi, chúng sản xuất ra các loại tinh dầu. Họ Cannelaceae và Họ Lâm tiên (Winteraceae) tạo thành bộ Bạch quế bì (Canellales) trong phân loại của hệ thống APG II.
Họ này được tìm thấy tại các khu vực có khí hậu nhiệt đới của châu Phi và Tân thế giới, bao gồm Nam Mỹ, Tây Ấn và Florida, Đông Phi và Madagascar.
Hệ thống APG II năm 2003 gắn họ này vào bộ Canellales trong nhánh Magnoliids. Đây là một thay đổi so với hệ thống APG năm 1998, trong đó người ta đã không đặt họ này vào bộ nào mà chỉ coi nó như là một trong các nhóm dòng dõi cơ bản của thực vật hạt kín.

## Các chi
- Canella
- Capiscodendron
- Cinnamodendron
- Cinnamosma
- Pleiodendron
- Warburgia